# Xã Lyndon, Michigan
Xã Lyndon (tiếng Anh: Lyndon Township) là một xã thuộc quận Washtenaw, tiểu bang Michigan, Hoa Kỳ. Năm 2010, dân số của xã này là 2.720 người.